# Satsuki Igarashi
Satsuki Igarashi (いがらし 寒月?, Igarashi Satsuki; Kyōto, 8 febbraio 1969) è una fumettista giapponese, membro del famoso quartetto CLAMP.
All'interno del gruppo il suo compito è quello di scegliere la grafica dei tankōbon, di aiutare Mokona e Tsubaki Nekoi nel disegno, del character design di varie serie e della coordinazione della produzione.
Il suo nome era precedentemente scritto con i kana 五十嵐 さつき (?, Igarashi Satsuki), ma durante il 15º anniversario delle CLAMP del 2004, decise di cambiarli in 
いがらし 寒月 (?, Igarashi Satsuki), lasciando invariata la pronuncia.

## Opere

### Manga
- 1989~oggi - Assistenza grafica in tutte le opere del gruppo CLAMP
- 1992 - La leggenda di Chun Hyang: grafica di copertina
- 2001 - Chobits: character design

### Anime
- 1998 - Wish: direzione artistica
- 1999 - Clover: assistenza grafica